# Marjal de Pego-Oliva
Marjal de Pego-Oliva este o arie protejată (sit de importanță comunitară — SCI) din Spania întinsă pe o suprafață de 1.255 ha, integral pe uscat.

## Localizare
Centrul sitului Marjal de Pego-Oliva este situat la coordonatele 38°52′25″N 0°03′43″W / 38.8736°N 0.0619°V.

## Înființare
Situl Marjal de Pego-Oliva a fost declarat sit de importanță comunitară în decembrie 1997 pentru a proteja 1 specie de plante și 20 de specii de animale.

## Biodiversitate
Situată în ecoregiunea mediteraneană, aria protejată conține 10 habitate naturale: Pajiști carstice calcaroase sau bazofile, de Alysso-Sedion albi, Pseudostepă cu ierburi și specii anuale de Thero-Brachypodietea, Liziere de ierburi înalte hidrofile de câmpie și de nivel montan până la alpin, Tufărișuri termo-mediteraneene și de pre-deșert, Lacuri eutrofice naturale cu vegetație de tip Magnopotamion sau Hydrocharition, Lacuri și iazuri distrofice naturale, Râuri mediteraneene cu debit permanent cu specii de Paspalo-Agrostidion și galerii riverane de Salix și de Populus alba, Lagune de coastă, Pajiști umede mediteraneene cu ierburi înalte de Molinio-Holoschoenion, Pășuni mediteraneene udate de apa mării (Juncetalia maritimi).
La baza desemnării sitului se află mai multe specii protejate:
- plante (1): Kosteletzkya pentacarpos
- păsări (17): rață mare (Anas platyrhynchos), stârc cenușiu (Ardea cinerea), stârc roșu (Ardea purpurea), Bubulcus ibis, prundăraș de sărătură (Charadrius alexandrinus),  prundaș gulerat mic (Charadrius dubius), egretă mică (Egretta garzetta), lișiță (Fulica atra), găinușă de baltă (Gallinula chloropus), piciorong (Himantopus himantopus), stârc pitic (Ixobrychus minutus), pescăruș argintiu (Larus cachinnans), Marmaronetta angustirostris, rață cu ciuf (Netta rufina), Porphyrio porphyrio, cristei de baltă (Rallus aquaticus), corcodel mic (Tachybaptus ruficollis)
- pești (3): Aphanius iberus, zvârluga (Cobitis taenia), Valencia hispanica